# Горизонт-203

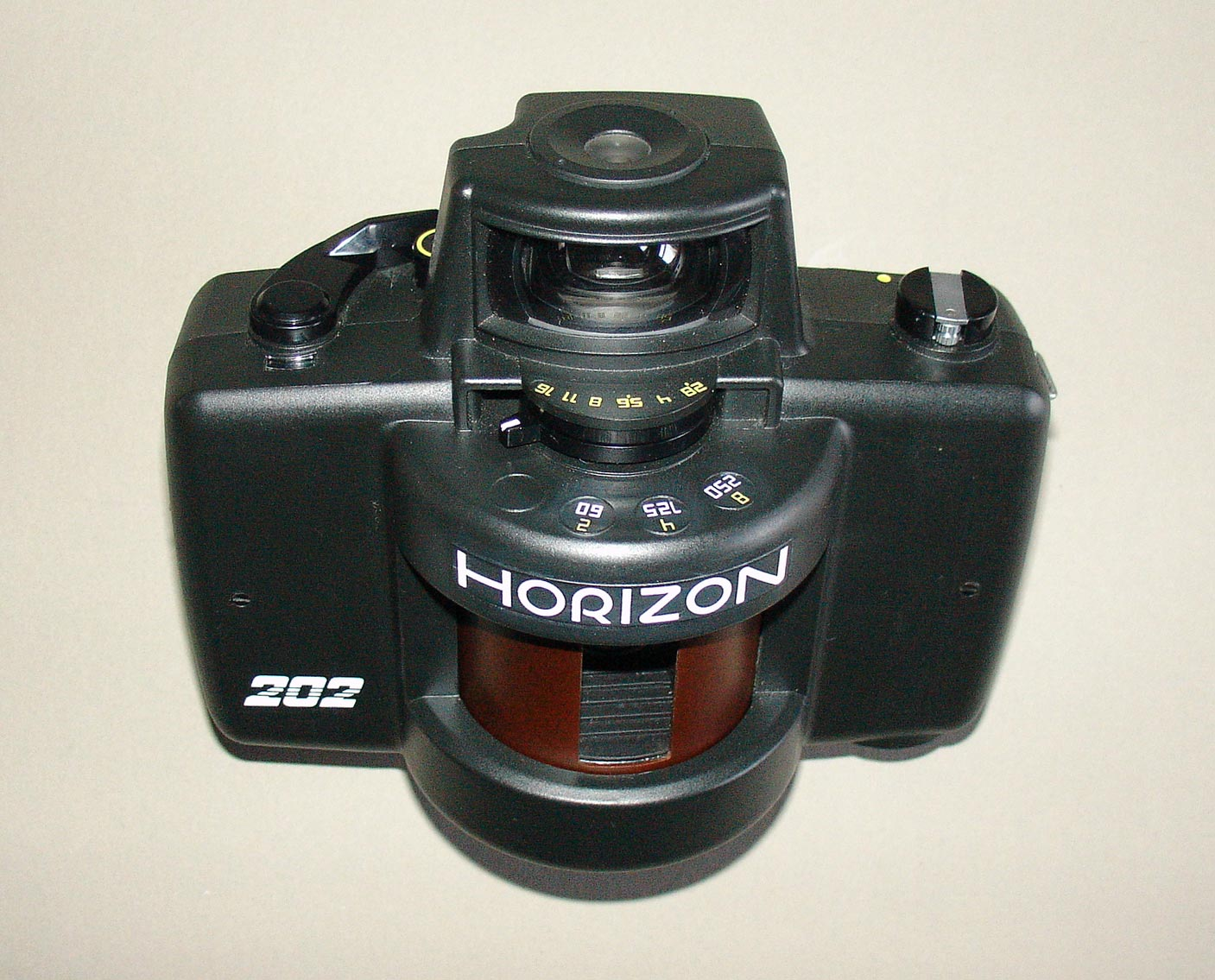
Фотоаппарат «Горизонт-202»

«Горизо́нт-203» — модификация панорамного фотоаппарата «Горизонт-202», выпускавшегося с 1989 года.
«Горизонт-203» от предыдущей модели отличается модернизированным бесшумным затвором (экспортное название «Горизонт-S3» от «Silent») и увеличенным диапазоном выдержек. На первые «Горизонты-203» устанавливался новый объектив, затем стал выпускаться с традиционным «MC ОФ-28» 2,8/28.
Был применён более эргономичный корпус, решена проблема светозащиты.
На Красногорском механическом заводе производство панорамного фотоаппарата «Горизонт-203» начато в 2003 году.

## Технические характеристики
- Корпус пластмассовый, с откидывающейся задней стенкой. Замок скрытый, сблокирован с головкой обратной перемотки плёнки.
- Курковый взвод затвора сблокирован с перемоткой плёнки. Угол поворота курка 210°.
- Счётчик кадров автоматический самосбрасывающийся.
- Головка обратной перемотки плёнки типа рулетка.
- Применяемый фотоматериал — фотоплёнка типа 135 в стандартных кассетах.
- Размер кадра 24×58 мм. Число кадров на стандартной (1,65 м) фотоплёнке — 22. Снимки можно печатать на среднеформатном фотоувеличителе с размером кадра 6×9 см.
- Объектив — светосильный четырёхлинзовый анастигмат «MC» 2,8/28 МГ. Объектив установлен внутри барабана, поворачивающегося при съёмке на угол 120°. Вертикальный угол охвата объектива 45°.
- Фотоаппарат комплектуется светофильтрами УФ-1×, Н-2× и ЖЗ-2× в специальной оправе.
- Диафрагмирование объектива от f/2,8 до f/16.
- Объектив сфокусирован на «бесконечность». Значения глубины резко изображаемого пространства определяются по таблице.

| Значение диафрагмы | Пределы глубины резкости, м. |
| 2,8                | от 5,5 до ∞                  |
| 4                  | от 3,9 до ∞                  |
| 5,6                | от 2,9 до ∞                  |
| 8                  | от 2 до ∞                    |
| 11                 | от 1,5 до ∞                  |
| 16                 | от 1 до ∞                    |

- По сравнению с «Горизонтом-202» аппарат «Горизонт-203» оснащён модифицированным фотографическим затвором с переключателем диапазонов выдержек. Количество выдержек увеличено, уменьшена шумность в работе.
- Выдержки затвора — 1, 1/2, 1/4, 1/8 с (первый диапазон); 1/30, 1/60, 1/125, 1/250 с (второй диапазон).
- Установку выдержки и диафрагмы необходимо производить при взведённом затворе.
- Видоискатель оптический с увеличением 0,4×, угловое поле зрения — 110×44°. Видоискатель несъёмный.
- На корпусе видоискателя установлен уровень для строго горизонтальной установки камеры.
- Резьба штативного гнезда 1/4 дюйма.
- Аппарат комплектуется рукояткой для съёмки без штатива.

## Модификации
- «Горизонт-S3 pro» — «Горизонт-S3 профессиональный», иное маркетинговое оформление.
- «Горизонт-S3 U-500» — «Горизонт-203» с изменённым рядом выдержек: 1/2, 1/4, 1/8; 1/60, 1/125, 1/250, 1/500 с.
- «Горизонт-S3 спорт» («Horizon-S3 Sport») — с одним диапазоном выдержек: 1/30, 1/60, 1/125, 1/250 с.
- «Horizon Perfekt» — «Горизонт-203» с изменённым дизайном, выпускался для Ломографического общества.